# Knooppunt Zoomland
Het Knooppunt Zoomland is een knooppunt in de Nederlandse provincie Noord-Brabant en werd geopend in 1970.
Op dit trompetknooppunt sluit de A4 (Amsterdam - Ossendrecht - Belgische grens) en de A58 (Eindhoven - Vlissingen) op elkaar aan en lopen naar het zuiden samen verder richting knooppunt Markiezaat. Komend uit de richting Roosendaal op de A58 valt het grote fabriekspand van Philip Morris op waar de weggebruiker als het ware tegenaan rijdt.
In dit knooppunt is (gedeeltelijke) afrit 27 van de A58 verweven voor de verbinding Bergen op Zoom-Oost ↔ Roosendaal.

## Toekomst
Eind 2014 is de A4 tussen de aansluiting Halsteren en de aansluiting bij Dinteloord geopend. Dit zorgt voor een directe verbinding tussen de havens van Rotterdam en Antwerpen. De gemeente Bergen op Zoom verwacht dat de filedruk in de zuidelijke richting op de A4 toeneemt, met name vanwege een versmalling naar een rijstrook ter hoogte van het knooppunt. Tot op heden krijgen zowel de gemeente als provincie geen voet aan de grond bij Rijkswaterstaat ten behoeve van onderzoek naar een herstructurering van het knooppunt om deze flessenhals te verwijderen. De gemeente heeft inmiddels een onafhankelijk onderzoek laten doen om op die manier de nodige aandacht te krijgen voor het knooppunt.
Eind 2015 is de A4 tussen Delft en knooppunt Kethelplein geopend waardoor de weg veel aantrekkelijker geworden is voor het verkeer tussen de noordelijke Randstad, Den Haag en Antwerpen, dat traditioneel altijd via de A16 liep. Er wordt verwacht dat ook deze opening effect heeft op de filedruk ter hoogte van Zoomland.

## Richtingen knooppunt
| Aansluitende wegen                           | Aansluitende wegen | Aansluitende wegen                                                           | Aansluitende wegen | Aansluitende wegen                                |
| -------------------------------------------- | ------------------ | ---------------------------------------------------------------------------- | ------------------ | ------------------------------------------------- |
|                                              |                    | richting Steenbergen / Rotterdam / Schiphol / Amsterdam                      |                    |                                                   |
|                                              |                    |                                                                              |                    | richting Roosendaal / Breda / Tilburg / Eindhoven |
| Wouwsestraatweg richting Bergen op Zoom-Oost |                    |                                                                              |                    |                                                   |
|                                              |                    |                                                                              |                    |                                                   |
|                                              |                    | richting Woensdrecht / Antwerpen (B) richting Goes / Middelburg / Vlissingen |                    |                                                   |

Knooppunten: De Nieuwe Meer (A10) · Badhoevedorp (A9) · De Hoek (A5) · Burgerveen (A44) · Hofvliet (N434) · Prins Clausplein (A12) · Ypenburg (A13) · Kethelplein (A20) · Benelux (A15) · Hellegatsplein (N59) · Sabina (A59) · Zoomland (A58) · Markiezaat (A58)
Aansluitingen: Amsterdam-Sloten (1) · Schiphol (2) · Hoofddorp (3) · Hoofddorp-Zuid (3a) · Nieuw-Vennep (4) · Roelofarendsveen (5) · Hoogmade (6) · Zoeterwoude-Rijndijk (6a) · Zoeterwoude-Dorp (7) · Leidschendam (8) · Rijswijk-Centrum (9) · Plaspoelpolder (10) · Rijswijk (11) · Den Haag-Zuid (12) · Den Hoorn (13) · Delft (14) · Vlaardingen-Oost (16) · Pernis (17a) · Numansdorp (22) · Willemstad (23) · Dinteloord (24) · Steenbergen (25) · Tholen (26) · Bergen op Zoom-Noord (27) · Bergen op Zoom (28) · Bergen op Zoom-Zuid (29) · Hoogerheide (30)
Almere · Amstel · Arnestein · Assen · Azelo · Badhoevedorp · Bankhoef · Batadorp · Beekbergen · Benelux · Beverwijk · Bodegraven ·  Boterdiep ·  Buren · Burgerveen · Coenplein · De Baars · De Hoek · De Hogt · De Nieuwe Meer · De Poel · De Punt · De Stok · Deil · Diemen · Drachten · Drie Klauwen · Eemnes · Ekkersweijer · Emmeloord · Empel · Euvelgunne · Everdingen · Ewijk · Galder · Gooimeer · Gorinchem · Gouwe · Grijsoord · Hattemerbroek · Heerenveen · Hellegatsplein · Het Vonderen · Hintham · Hoevelaken · Hofvliet · Holendrecht · Holsloot · Hoogeveen · Hooipolder · IJmuiden (niet officieel) · Joure · Julianaplein · Kerensheide · Kethelplein · Klaverpolder · Kleinpolderplein · Kooimeer · Kruisdonk · Kunderberg · Lankhorst · Leenderheide · Lunetten · Maanderbroek · Markiezaat · Muiderberg · Neerbosch · Noordhoek · Ommedijk · Oud-Dijk · Oudenrijn · Paalgraven · Princeville · Prins Clausplein · Raasdorp ·  Reitdiep ·  Ressen · Ridderkerk · Rijkevoort · Rijnsweerd · Rottepolderplein · Rozenburg · Sabina · Sint-Annabosch · Stelleplas · Slufter · Ten Esschen · Terbregseplein · Tiglia · Vaanplein · Valburg · Velperbroek · Velsen · Vlaardingen · Vrijheidsplein · Vught · Waterberg · Watergraafsmeer · Werpsterhoek · Westerlee · Ypenburg · Zaandam · Zaarderheiken · Zonzeel · Zoomland · Zuidbroek · Zurich

Geplande knooppunten:
De Liemers · Zestienhoven

Voormalige knooppunten:
Bocholtz · Ekkersrijt · Europaplein (Groningen) · Europaplein (Maastricht) · Lindenholt